# Herbert Albert
Herbert Albert (Lausigk (Saxònia), 26 de desembre, 1903 - Bad Reichenhall (Berchtesgadener Land, Baviera), 15 de setembre, 1973) va ser un pianista i director d'orquestra alemany.

## Biografia
Va estudiar a Bremen amb Manfred Gurlitt, a Hamburg i a Leipzig. Després de formar-se amb Karl Muck a Hamburg i amb Hermann Grabner i Ilse Fromm-Michaels i Robert Teichmüller a Leipzig, Albert va debutar inicialment com a pianista, però ràpidament es va dedicar a la carrera de director. De 1926 a 1934 va ser successivament mestre de capella a Rudolstadt, Kaiserslautern i Wiesbaden. El 1933 va ser nomenat primer director de banda municipal a Baden-Baden, on va establir el Festival Internacional de Música Contemporània, que va tenir lloc per primera vegada el 1936. El 1937 es va traslladar a l'Òpera Estatal de Stuttgart com a director general de música i el 1944 a l'Òpera de Breslau.
Després de la guerra va ser director de banda de Gewandhaus a Leipzig de 1946 a 1948. El 1947 va dirigir l'estrena de les Variacions orquestrals de Boris Blacher sobre un tema de Paganini. De 1950 a 1952 va treballar com a director general de música a Graz i de 1952 a 1963 al Teatre Nacional de Mannheim, el nou edifici del qual es va inaugurar el 13 de gener de 1957 amb el Der Freischütz de Weber sota la seva direcció.
A partir de l'any 1963, Herbert Albert, excel·lent pianista, ocupava sovint la part de solista en concerts de piano i dirigia l'orquestra des del piano de cua.